# Die Marseillaise
Die Marseillaise ist ein zur Zeit der Französischen Revolution spielendes, panoramaartiges, patriotisches „Filmfresko“ von Jean Renoir. Das umfangreiche Schauspielerensemble wird angeführt von dem Bruder des Regisseurs, Pierre Renoir, in der Rolle des Königs Ludwig XVI. und von Louis Jouvet.

## Handlung
Der Film versucht in einzelnen Episoden – aus dem Blickwinkel des einfachen Volkes ebenso wie aus dem der Herrschenden – diejenigen Ereignisse nachzustellen, die zentrale Bestandteile der Französischen Revolution (1789) und ihrer politischen wie militärischen und gesellschaftlichen Folgen (bis 1792) waren. Nachdem die Bastille gestürmt wurde, erreichen diese besorgniserregenden Nachrichten auch das Königsschloss in Versailles. Ludwig XVI. selbst ist sich der Tragweite zunächst noch nicht bewusst und führt vorerst seinen prunkvollen Lebensstil fern allen Realitätssinns weiter. Die Dinge nehmen ihren Lauf, und aus Marseille machen sich eine Reihe von revolutionsbegeisterten Männern nach Paris auf, die sich an den Umwälzungen, die das ganze Land erfasst haben, zu beteiligen.
Am 10. August 1792 kommt es zum Sturm auf die Tuilerien durch aufständischen Bevölkerungsteile mit Unterstützung der revolutionären Stadtregierung von Paris aber auch jener bereits vorgestellten Marseiller. Ludwig XVI. ist zur Flucht in die Gesetzgebende Nationalversammlung genötigt, die französische Aristokratie verliert ihre noch verbliebenen Rechte. In Koblenz stellen zahlreiche adelige Exilanten eine Armee der Emigranten auf, um die Revolutionäre daheim in Frankreich zu stürzen, scheitern jedoch mit ihrem Vorhaben. Bei der Kanonade von Valmy kommt es 20. September 1792 zur entscheidenden Niederlage der Interventionstruppen. Renoirs Blickwinkel auf sie ist von „Stroheimscher Grausamkeit“, wie Sadoul schreibt, während den „kleinen Leuten“ vom Regisseur deutlich mehr Sympathie zugebilligt wird, etwa, wenn er in einer Klubsitzung eine einfache Vertreterin des Volkes, eine Strickerin, voll Leidenschaft Volkes Meinung wiedergeben lässt.

## Produktionsnotizen
La Marseillaise, so der Originaltitel, entstand im Sommer und Herbst 1937 – Studioaufnahmen in Billancourt, Außenaufnahmen in Fontainebleau, dem Elsass, in Antibes, der Haute Provence und auf der Place du Panthéon in Paris – und feierte am 2. Februar 1938 in Paris seine Weltpremiere. In Deutschland wurde La Marseillaise erstmals als Original mit Untertiteln am 23. April 1979 im Dritten Programm des WDR-Fernsehens gezeigt.
Die Filmbauten schufen Georges Wakhévitch, Léon Barsacq und Jean Perrier. Coco Chanel entwarf die Kostüme der Königin Marie-Antoinette, das Modehaus Louis Granier stellte die restlichen Kostüme zur Verfügung. Zu den Regieassistenten zählten Jacques Becker, Claude Renoir und Jean-Paul Le Chanois. André Zwobada und André Seigneur übernahmen die Herstellungsleitung.

## Kritiken
Sadouls Geschichte der Filmkunst befand: „Dieser Film wurde aus Gründen, die oft mehr politischer als künstlerischer Natur waren, angegriffen. Es ist kein völlig gelungenes Werk. Doch hat es sehr schöne Stellen. (…) Am meisten gesündigt wurde beim dramatischen Aufbau des Films. Der 10. August hätte eine Etappe bleiben müssen, denn Valmy, wo die Armeen des Auslands und der Emigranten besiegt wurden, gab der Marseillaise erst ihren Sinn …“.
Buchers Enzyklopädie des Films nannte den Film eine „kollektiv finanzierte Würdigung der Volksbewegung“.
Im Lexikon des Internationalen Films heißt es: „Jean Renoir verbindet eine bis ins kleinste Detail exakte und stimmige Rekonstruktion einzelner historischer Begebenheiten mit fiktiven Szenen, die jedoch so geschehen sein könnten. Im Gegensatz zum pathetischen, emotionalisierenden Heldenepos weist der Film der Kamera die Rolle eines Reporters zu, der die Geschehnisse erläuternd vermittelt. Ein in Struktur und Erzählweise frisch gebliebener Film, dessen Frage nach dem Subjekt politischen Handelns ungebrochen aktuell ist.“

„Renoir optierte für eine humanistische Annäherung an die Geschichte, um die, wie er fand, falsche Feierlichkeit der meisten Historienepen zu vermeiden.“